# Handheld PC

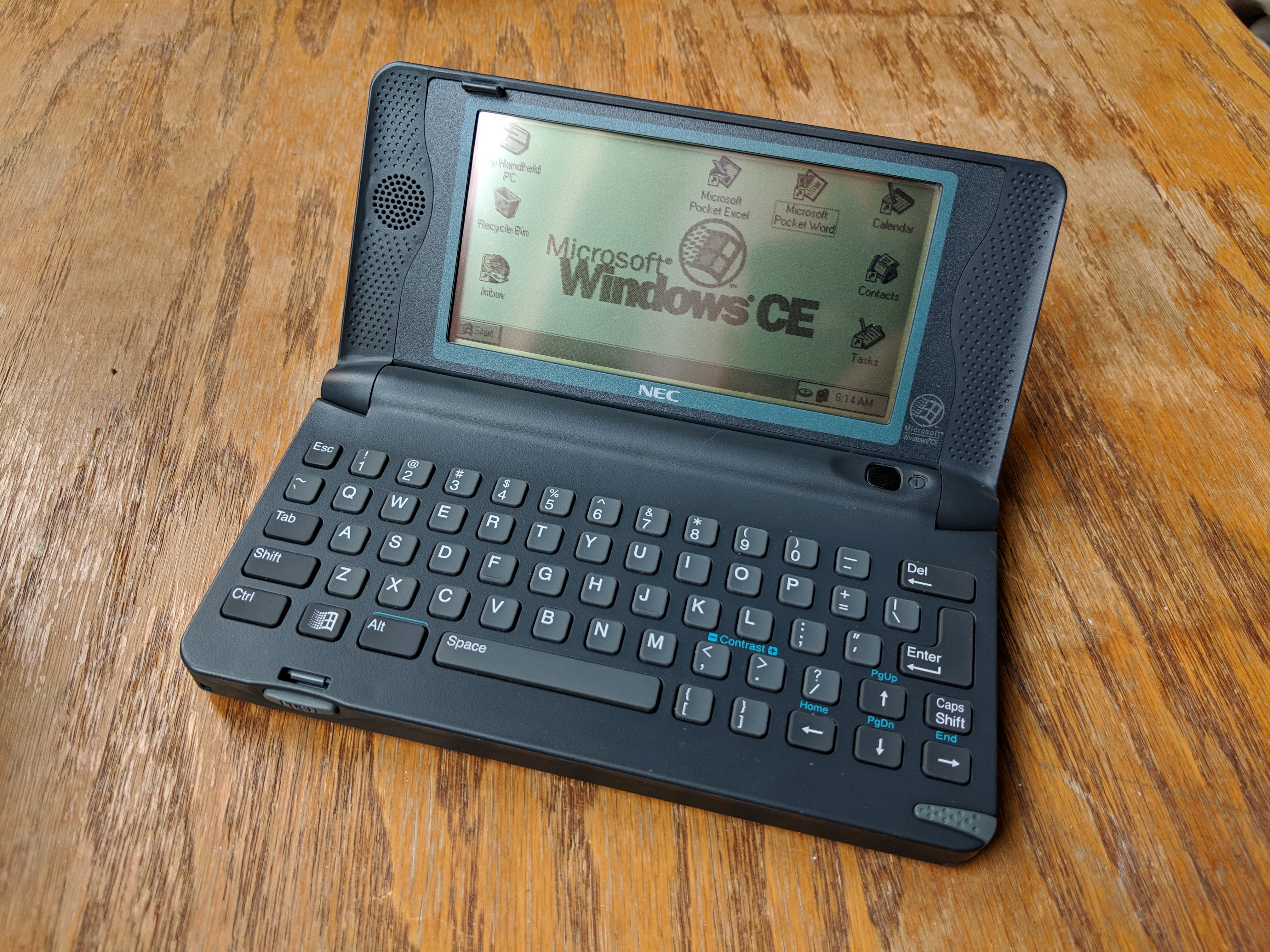
Handheld PC NEC amb Windows CE 1.0

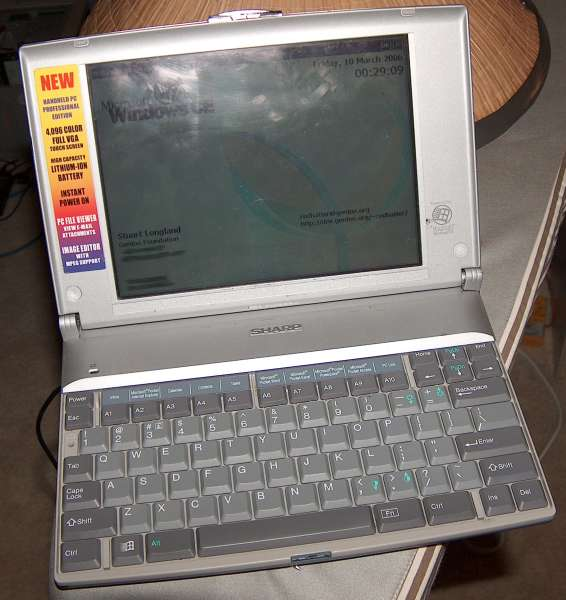
Sharp Mobilon PRO PV5000A, Handheld PC amb Windows CE 2.11 llançat el 1998

Un handheld PC (ordinador personal de mà) és un ordinador de butxaca que normalment es construeix al voltant d'un factor de forma de closca i és significativament més petit que qualsevol ordinador portàtil estàndard, però es basa en els mateixos principis. De vegades es coneix com a ordinador de mà, que no s'ha de confondre amb ordinador de mà, que era un nom utilitzat principalment per Hewlett-Packard.
La majoria dels handheld PC utilitzen un sistema operatiu dissenyat específicament per a ús mòbil. Els ordinadors portàtils ultracompactes capaços d'executar sistemes operatius d'escriptori compatibles amb x86 habitualment es classifiquen com a subportàtils. El primer dispositiu de mà compatible amb ordinadors personals d'escriptori IBM de l'època va ser l' Atari Portfolio de 1989. Altres models primerencs van ser el Poqet PC de 1989 i el Hewlett Packard HP 95LX de 1991 que executen el sistema operatiu MS-DOS. També existien altres ordinadors portàtils compatibles amb DOS. Després de l'any 2000, el segment de PC de mà pràcticament es va aturar, substituït per altres formes, tot i que els comunicadors posteriors com el Nokia E90 es poden considerar de la mateixa classe.
El nom Handheld PC va ser utilitzat per Microsoft des de 1996 fins a principis de la dècada del 2000 per descriure una categoria d'ordinadors petits amb teclats i amb el sistema operatiu Windows CE.

## Estàndard Handheld PC de Microsoft
Handheld PC o abreujat H/PC era el nom oficial d'un disseny de dispositius emprats com assistent digital personal (PDA) amb Windows CE. La intenció d'aquestes màquines amb Windows CE era proporcionar un entorn per a aplicacions compatibles amb el sistema operatiu Microsoft Windows, en processadors més adequats per al funcionament de baix consum en un dispositiu portàtil, amb les funcions de calendari, genda i cites que eren habituals per a qualsevol PDA.
Microsoft desconfiava d'utilitzar el terme "PDA" per als Handheld PC. En canvi, Microsoft va comercialitzar aquest tipus de dispositiu com a "PC companion".
Per classificar-se com a Handheld PC amb Windows CE, el dispositiu havia de:
- Executar Windows CE de Microsoft
- Utilitzar un S.O. en ROM
- Tenir una pantalla amb una resolució d'almenys 480×240
- Incloure un teclat (excepte els models amb tauleta)
- Incloure una ranura per a targeta de PC
- Incloure un port d'infrarojos (IrDA).
- Proporcionar connectivitat sèrie per cable i/o bus sèrie universal (USB).

Les amplades de les primeres pantalles d' HP eren un terç més grans que les de l'especificació de Microsoft. Aviat, va seguir tota la seva competència d'altres marques. Alguns exemples de dispositius de Handheld PC són NEC MobilePro 900c, HP 320LX, Sharp Telios, HP Jornada 720, IBM WorkPad Z50 i Vadem Clio. També s'inclouen tauletes com la Fujitsu PenCentra 130 i fins i tot comunicadors com el desaparegut Samsung NEXiO S150.
L'any 1998 Microsoft va llançar el PC de mida Palm, que té mides de pantalla més petites i no té teclats en comparació amb el Handheld PC. Palm-size PC es va convertir en Pocket PC l'any 2000.
A causa de l'èxit limitat del Handheld PC, Microsoft es va centrar més en el Pocket PC sense teclat. El setembre de 2000, es va anunciar l'actualització del Handheld PC 2000 basat en la versió 3.0 de Windows CE. L'interès pel factor de forma en general es va evaporar ràpidament i, a principis de 2002, Microsoft ja no treballava en ordinadors portàtils, amb les seves diferents funcionalitats eliminades de la versió 4.0 de Windows CE. Tant HP com Sharp van deixar de fabricar els seus Handheld PC amb Windows CE el 2002, mentre que NEC va ser l'últim en abandonar el mercat el 2005. Tanmateix, alguns fabricants van abandonar el format fins i tot abans que ho fes Microsoft, com Philips i Casio.